# Sphegigaster brevicornis
Sphegigaster brevicornis är en stekelart som först beskrevs av Walker 1833.  Sphegigaster brevicornis ingår i släktet Sphegigaster och familjen puppglanssteklar. Arten är reproducerande i Sverige. Inga underarter finns listade i Catalogue of Life.